# Thuốc súng

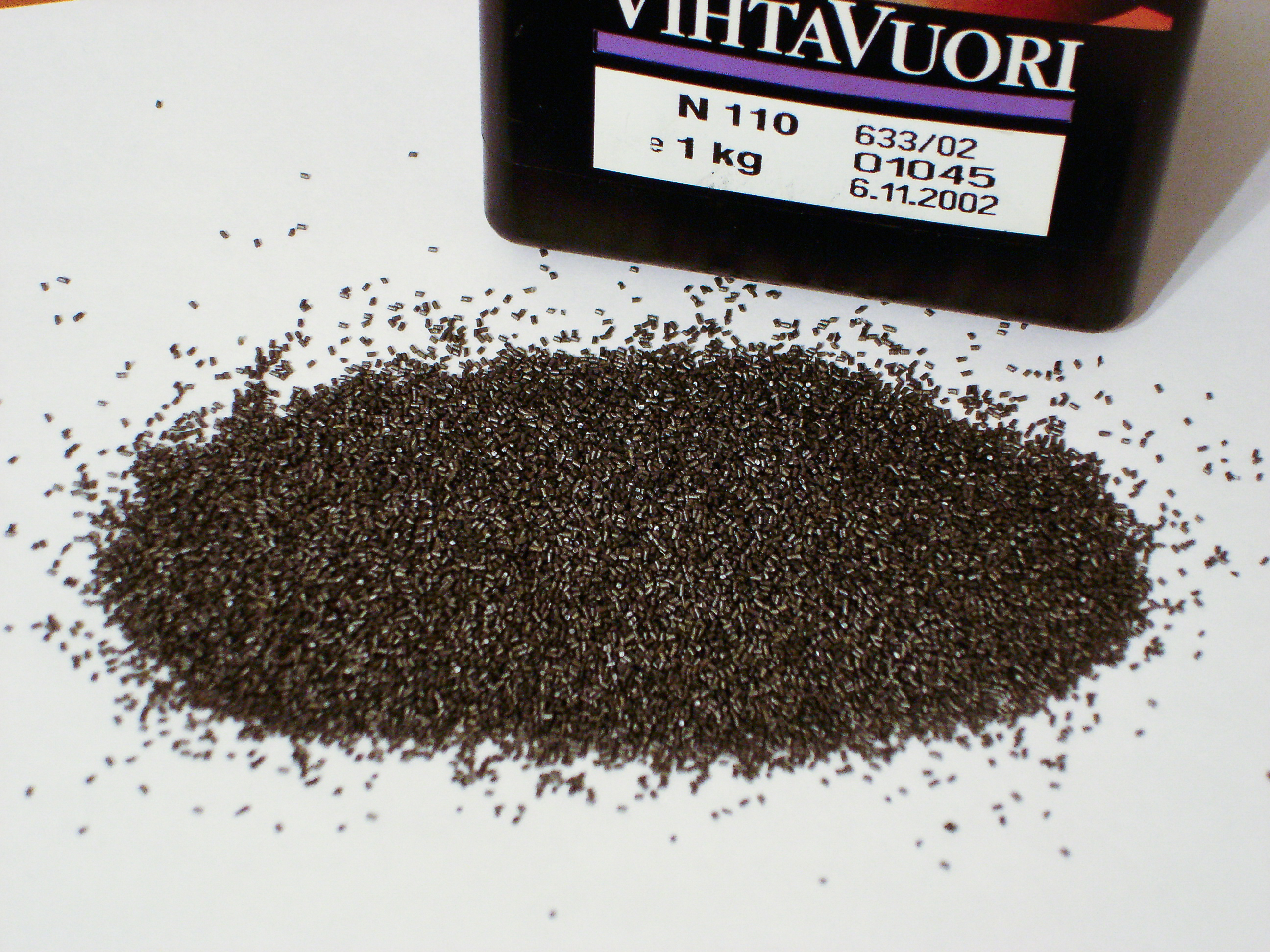
Thuốc phóng không khói

Thuốc súng, còn được gọi là thuốc nổ đen hoặc loại thuốc phóng không khói để phân biệt với bột không khói hiện đại, là chất nổ hóa học được biết đến sớm nhất. Nó bao gồm hỗn hợp lưu huỳnh (S), than củi (C) và kali nitrat (saltpeter, KNO3). Lưu huỳnh và than hoạt động như nhiên liệu trong khi kali nitrat  là chất oxy hóa. Do tính chất gây cháy nổ và lượng nhiệt và khí mà nó tạo ra, thuốc súng đã được sử dụng rộng rãi làm chất đẩy trong súng, pháo, tên lửa, và pháo hoa, và như một loại bột nổ trong khai thác, khai thác và xây dựng đường bộ.
Thuốc súng được phát minh ở Trung Quốc thế kỷ 9 và lan rộng ra hầu hết các vùng của đại lục Á-Âu vào cuối thế kỷ 13. Ban đầu được phát triển bởi các đạo sĩ cho mục đích y học, thuốc súng lần đầu tiên được sử dụng cho mục đích chiến tranh khoảng năm 1000.
Thuốc súng được phân loại là chất nổ thấp vì tốc độ phân hủy tương đối chậm và do đó độ bầm thấp. Chất nổ thấp làm xì hơi (tức là cháy) ở tốc độ cận âm, trong khi chất nổ cao phát nổ, tạo ra sóng siêu âm.
Đánh lửa thuốc súng được đóng gói phía sau một viên đạn tạo ra áp lực đủ lớn để buộc phát bắn từ mõm ở tốc độ cao, nhưng thường không đủ lực để làm vỡ nòng súng. Do đó, thuốc súng tạo ra một loại nhiên liệu tốt, nhưng ít phù hợp hơn để phá vỡ đá hoặc công sự với sức nổ chất lượng thấp. Tuy nhiên, bằng cách chuyển đủ năng lượng (từ thuốc súng đang cháy sang khối đạn đại bác, rồi từ đạn đại bác sang pháo đài đối phương bằng cách sử dụng đạn dược tác động) cuối cùng, một kẻ ném bom có thể bào mòn hàng phòng thủ kiên cố của đối phương.
Thuốc súng được sử dụng rộng rãi để lấp đầy đạn pháo hợp nhất (và được sử dụng trong các dự án khai thác mỏ và kỹ thuật dân dụng) cho đến nửa sau của thế kỷ 19, khi chất nổ cao đầu tiên được đưa vào sử dụng. Thuốc súng không còn được sử dụng trong vũ khí hiện đại và cũng không được sử dụng cho mục đích công nghiệp do chi phí tương đối cao, kém hiệu quả so với các lựa chọn thay thế mới hơn như thuốc nổ và ammoni nitrat / dầu nhiên liệu. Ngày nay, súng ống thuốc súng được giới hạn chủ yếu là săn bắn, bắn mục tiêu và tái hiện lịch sử không đạn.

## Lịch sử

Thuốc súng là một trong 4 phát minh vĩ đại của nước Trung Hoa cổ. Thuốc súng chữ Hán có nghĩa là "hoả dược". Thuốc súng đen gồm ba thành phần cơ bản: lưu huỳnh, kali nitrat và than củi. Hỗn hợp ba loại này cháy rất mạnh. Chính vì vậy người ta mới gọi hỗn hợp trên là "hoả dược" (thuốc bốc lửa).
Trong cuốn "Vị nam tử" thời Tây Hán có ghi: các thuật sĩ sau rất nhiều lần thử nghiệm luyện đan đã phát hiện lưu huỳnh (sulfur) không những có thể hoá hợp các vật lạ như: vàng, bạc, đồng, sắt mà còn chế ngự được thủy ngân một cách thần kỳ. Ngoài ra, hỗn hợp lưu huỳnh, phosphor và mật ong cháy rất mạnh và bắt lửa nhanh tới mức có thể gây bỏng tay người châm lửa. Thậm chí có thể bùng lên thiêu trụi nhà cửa. Sau nhiều lần thử nghiệm, cuối cùng người ta đã tìm ra công thức pha chế thuốc súng theo tỷ lệ: kali nitrat 75%, lưu huỳnh 10% và than củi 15%.
Khi phát minh ra thuốc súng đen, người ta đã đem áp dụng vào chiến tranh để gây khói lửa, làm hỏa tiễn (mũi tên có lửa) và súng.
Thời Đường (năm 900) đã xuất hiện hai loại đồ chơi hỏa tiễn và tên mang thuốc nổ. Sách cổ có ghi chép lại "cung xạ hỏa thạch lựu tiễn" (cung bắn ra mũi tên mang quả thạch lựu có lửa). Đó chính là "hoả tiễn" (gắn trên mũi tên có mang thuốc nổ).
Khi thuốc nổ được dùng trong quân sự, người ta lại chế tiếp một loại "hoả pháo". Đó là một gói thuốc nổ được đặt vào máy bắn đá, châm ngòi, rồi "quăng" (gọi khác là bắn) sang trận địa đối phương.
Vào thời Tống (khoảng năm 1000), một người tên là Đường Phúc chế tạo chiếc hoả tiễn dùng thuốc nổ đầu tiên. Hoả tiễn được dùng trong quân sự. Về sau, ông chế tạo thêm "hỏa cầu", "hỏa tật lê", hai loại này có cả thuốc nổ bên trong và thuốc nổ bên ngoài. Sau này, quân đội còn trang bị "thiết tật lê" (quả lê sắt), khi bắn đi, ngoài việc đốt cháy còn sát thương kẻ địch.
Thời nhà Tống, quân Liêu và Tây Hạ ở phương bắc không ngừng xâm lược xuống phía nam. Sau này lại bị quân Kim và Mông Cổ (Nguyên) xâm lược. Do vậy, việc chế tạo vũ khí có thuốc nổ phát triển một cách nhanh chóng.
Đến năm 1132, một người tên là Trần Quy đã phát minh ra loại súng hình ống. Năm 1259 lại có người phát minh ra loại súng đột hoả. Loại súng hỏa mai trước đây chỉ có giá trị đốt cháy còn loại đột hỏa mai sau này có thể bắn ra "tử khoa" (tổ chết) để sát hại người. Đây là phát minh quan trọng trên con đường chế tạo vũ khí thuốc nổ.
Người Kim diệt Bắc Tống. Người Nguyên lại diệt Kim và Nam Tống. Cuối cùng họ cũng học được kỹ thuật chế tạo vũ khí nổ. Tất nhiên, cả người Kim và người Nguyên đều chú trọng đến chế tạo vũ khí nổ.
Trong đợt tiến công Kỳ Châu (nay là Kỳ Xuân, Hồ Bắc, Trung Quốc) của quân Kim năm 1221 súng bắn đá và bắn "thiết hỏa pháo" được sử dụng khá nhiều. Năm 1232, quân Kim bao vây Khai Phong Phủ. Quân Tống bắn ra những bình sắt chứa đầy thuốc nổ (thiết quan trang hoả dược) gọi là "chân thiên lôi " (sấm đông) phá vây, đẩy lùi quân Kim.
Vào thời Nguyên, súng hỏa mai đã thay thế súng ống trúc. Loại lớn nhất là súng thần công, ban đầu loại súng hình ống được đúc bằng đồng. Ít lâu sau người ta dùng gang để đúc súng thần công. Loại vũ khí này bắn được xa và có sức mạnh hơn hẳn. Và kỹ thuật đúc vũ khí lại tiến thêm một bước dài. Trong viện bảo tàng lịch sử Trung Quốc hiện còn lưu trữ khẩu thần công bằng đồng, đúc năm 1332 và khẩu thần công này được coi là lớn nhất thế giới.
Một loại vũ khí mới mang tên "chấn thiên lôi pháo" đã xuất hiện vào thời Minh. Loại vũ khí này có cánh. Khi tấn công thành trì địch, chỉ cần châm ngòi "chấn thiên lôi" thuận theo chiều gió bay thẳng vào thành và bùng nổ.
Năm 1377 đã xuất hiện loại hoả tiễn liên thức (kiểu liên hoàn) nguyên thủy mang tên "thần hỏa phi nha" (thần lửa quạ bay). Đây là những giỏ tre hình con quạ, bên trong chứa đầy thuốc nổ. Dưới cánh quạ được gắn "hỏa tiễn" (tên lửa đẩy). Sau khi phát xạ "thần lửa quạ" bay xa khoảng 300 mét mới "hạ cánh".
Trong cuốn binh thư "Võ bị chí" (1621) có ghi chép: loại hỏa tiễn liên khúc nhiều cấp có tên gọi là "hoả long xuất thủy" là tên lửa đẩy hai cấp sớm nhất. Để làm nó, người ta dùng một đoạn ống tre lớn dài khoảng 5 thước ta (khoảng 2,5 m) để chế tạo "rồng". Trên thân rồng phía trước và phía sau đều có gắn mấy chiếc tên lửa đẩy - tên lửa cấp 1 làm nhiệm vụ đẩy rồng bay đi. Bên trong bụng rồng, người ta đặt mấy quả tên lửa nhỏ - tên lửa cấp hai. Khi phóng, người ta châm lửa tên lửa cấp 1 trên thân rồng, đẩy thân rồng bay lên cách mặt nước chừng 3 đến 4 thước (khoảng 1,5 - 2m). Rồng có thể bay xa tới 243m. Lúc này tên lửa cấp 2 trong bụng rồng được phát hoả. Chúng bay thẳng ra khỏi miệng rồng, tiêu diệt kẻ thù.
Trung Quốc cũng đã sớm phát minh loại tên lửa đồng thời bốc hoả nhiều chiếc cùng một lúc. Loại "tổ ong" đồng thời phát hoả 32 chiếc hỏa tiễn. Người ta nhét mấy chục chiếc hỏa tiễn nhỏ vào trong ống bương lớn. Ngòi nổ dùng dây cháy chậm nối liền nhau. Khi châm ngòi dây dẫn chính, mấy chục chiếc hoả tiễn cùng phát hoả. Loại vũ khí này thanh thế rất mạnh.
Vào năm 1500 một nhà khoa học tên là Vạn Hô của Trung Quốc nuôi một giấc mộng có thể bay được. Ông liều mạng gắn 47 quả "tên lửa" vào sau chiếc ghế của mình, hai tay giữ hai cánh diều lớn rồi nhờ người châm lửa phát hỏa để "hoả tiễn" đẩy ông bay lên không. Tuy nhiên, cuộc "phi hành" này thất bại nhưng ý tưởng và nguyên lý thiết kế của ông rất giống loại tên lửa đẩy của người hiện đại. Để kỷ niệm và tưởng nhớ nhà du hành đầu tiên, hội thiên văn quốc tế đã lấy tên ông đặt tên cho dãy núi hình vòng cung trên mặt trăng: Vạn Hô.

## Thành phần và đặc điểm
Thuật ngữ bột đen được dùng vào cuối thế kỷ 19, chủ yếu ở Hoa Kỳ, để phân biệt các công thức thuốc súng trước đây với các loại bột không khói mới và bột bán không khói. Bột bán không khói có đặc tính khối lượng lớn xấp xỉ bột đen, nhưng đã giảm đáng kể lượng khói và các sản phẩm đốt. Bột không khói có đặc tính cháy khác nhau (áp suất theo thời gian) và có thể tạo ra áp suất cao hơn và công việc trên mỗi gam. Điều này có thể phá vỡ các vũ khí cũ chỉ được thiết kế cho bột đen. Bột không khói có màu từ nâu nâu đến vàng và đến trắng. Hầu hết các loại bột bán không khói số lượng lớn đã ngừng sản xuất vào thập niên 1920.
Bột đen là hỗn hợp dạng hạt của
- Nitrat, điển hình là kali nitrat (KNO3), cung cấp oxy cho phản ứng;
- Than củi, cung cấp cacbon và nhiên liệu khác cho phản ứng, được đơn giản hóa là cacbon (C);
- Lưu huỳnh (S), trong khi cũng đóng vai trò là nhiên liệu, làm giảm nhiệt độ cần thiết để đốt cháy hỗn hợp, do đó làm tăng tốc độ đốt cháy.

Kali nitrat là thành phần quan trọng nhất về cả số lượng lớn và chức năng vì quá trình đốt cháy giải phóng oxy từ kali nitrat, thúc đẩy quá trình đốt cháy nhanh chóng các thành phần khác. Để giảm khả năng đánh lửa ngẫu nhiên do tĩnh điện, các hạt bột màu đen hiện đại thường được phủ bằng than chì, ngăn ngừa sự tích tụ của tĩnh điện.
Than không bao gồm cacbon tinh khiết; thay vào đó, nó bao gồm cellulose bị nhiệt phân một phần, trong đó gỗ không bị phân hủy hoàn toàn. Cacbon khác với than thông thường. Trong khi nhiệt độ tự bốc cháy của than tương đối thấp thì của cacbon lớn hơn nhiều. Do đó, một chế phẩm bột màu đen có chứa cacbon tinh khiết sẽ đốt cháy tương tự như đầu que diêm.
Thành phần tiêu chuẩn hiện tại cho các loại bột đen được sản xuất bởi các kỹ thuật viên pháo hoa đã được áp dụng từ năm 1780. Tỷ lệ theo trọng lượng là 75% kali nitrat (được gọi là diêm tiêu, saltpeter hoặc saltpetre), than gỗ mềm 15% và lưu huỳnh 10%. Các tỷ lệ này đã thay đổi qua nhiều thế kỷ và theo quốc gia, và có thể được thay đổi phần nào tùy thuộc vào mục đích của bột. Ví dụ, các loại năng lượng của bột đen, không phù hợp để sử dụng trong vũ khí nhưng đủ để nổ đá trong các hoạt động khai thác đá, được gọi là bột nổ thay vì thuốc súng với tỷ lệ tiêu chuẩn 70% nitrat, than 14% và lưu huỳnh 16%; bột nổ có thể được thực hiện với natri nitrat rẻ hơn thay thế cho kali nitrat và tỷ lệ có thể thấp đến 40% nitrat, 30% than củi và 30% lưu huỳnh. Năm 1857, Lammot du Pont đã giải quyết vấn đề chính là sử dụng các công thức natri nitrat rẻ hơn khi ông cấp bằng sáng chế bột nổ DuPont "B". Sau khi sản xuất ngũ cốc từ bánh ép theo cách thông thường, quy trình của ông đã làm giảm bột với bụi than chì trong 12 giờ. Điều này hình thành một lớp phủ than chì trên mỗi hạt làm giảm khả năng hấp thụ độ ẩm.
Cả việc sử dụng than chì và natri nitrat đều không mới. Ngô thuốc súng bóng với than chì đã là một kỹ thuật được chấp nhận vào năm 1839, và bột nổ dựa trên natri nitrat đã được sản xuất ở Peru trong nhiều năm bằng cách sử dụng natri nitrat khai thác tại Tarapacá (nay thuộc Chile). Ngoài ra, vào năm 1846, hai nhà máy đã được xây dựng ở phía tây nam nước Anh để tạo ra bột nổ bằng cách sử dụng natri nitrat này. Ý tưởng có thể đã được đưa ra từ Peru bởi những người khai thác từ Cornwall trở về nhà sau khi hoàn thành hợp đồng của họ. Một đề xuất khác là đó là William Lobb, một nhà thực vật học, người đã nhận ra khả năng của natri nitrat trong chuyến đi của mình tới Nam Mỹ. Lammot du Pont hẳn đã biết về việc sử dụng than chì và có lẽ cũng biết về các nhà máy ở phía tây nam nước Anh. Trong bằng sáng chế của mình, ông thận trọng tuyên bố rằng yêu cầu của mình là kết hợp than chì với bột dựa trên natri nitrat, chứ không phải cho một trong hai công nghệ riêng lẻ.
Bột chiến tranh của Pháp năm 1879 đã sử dụng tỷ lệ 75% diêm tiêu, 12,5% than, 12,5% lưu huỳnh. Bột chiến tranh của Anh năm 1879 đã sử dụng tỷ lệ 75% diêm tiêu, 15% than, 10% lưu huỳnh. Các tên lửa Congreve của Anh đã sử dụng 62,4% diêm tiêu, 23,2% than và 14,4% lưu huỳnh, nhưng thuốc súng Mark VII của Anh đã được đổi thành 65% diêm tiêu, 20% than và 15% lưu huỳnh. Giải thích cho sự đa dạng trong công thức liên quan đến việc sử dụng. Bột được sử dụng cho tên lửa có thể sử dụng tốc độ đốt chậm hơn vì nó tăng tốc đạn trong thời gian dài hơn rất nhiều trong khi bột cho các vũ khí như đá lửa, khóa nắp hoặc mai mối cần tốc độ đốt cao hơn để tăng tốc đạn trong khoảng cách ngắn hơn nhiều. Đại bác thường sử dụng bột có tốc độ cháy thấp hơn, bởi vì hầu hết sẽ nổ với bột có tốc độ cháy cao hơn.

## Đặc điểm và việc sử dụng
Thuốc súng được phân loại là thuốc nổ yếu. Do đặc tính của nó, thuốc súng được dùng một cách hữu hiệu như là một loại thuốc phóng có tác dụng tạo ra lực đẩy trong nòng súng để đẩy viên đạn (loại đạn bộ binh cỡ nhỏ) đến mục tiêu.
Nhược điểm chính của thuốc đen là mật độ năng lượng (hay khả năng sinh công) của nó thấp (so sánh với các loại thuốc phóng không khói hiện đại) và tạo thành rất nhiều muội khói. Trong quá trình cháy, không đầy một nửa lượng thuốc đen được chuyển thành khí. Kết quả của việc bắn súng là sự tạo thành lớp muội bên trong nòng súng và một đám khói đậm đặc. Do đó nòng súng dễ bị oxy hóa gây gỉ và hỏng.